# Arseniur de cadmi
L'arseniur de cadmi (Cd₃As₂) és un semimetall inorgànic de la família II-V. Exhibeix l'efecte Nernst.
Cd ₃ As ₂ es dissocia entre 220 i 280 °C segons la reacció:
2Cd₃ As₂ (s) → 6Cd(g) + As₄(g)
Es va trobar una barrera energètica per a la vaporització no estequiomètrica de l'arsènic a causa de la irregularitat de les pressions parcials amb la temperatura. El rang de la bretxa d'energia és de 0,5 a 0,6 eV. Cd ₃ As ₂ es fon a 716 °C i canvia de fase a 615 °C. L'arsenur de cadmi pur experimenta diverses transicions de fase a altes temperatures, fent fases marcades amb α (estable), α', α” (metaestable) i β. A 593° es produeix la transició polimòrfica α → β.
L'arsenur de cadmi compost té una pressió de vapor més baixa (0,8 atm) que el cadmi i l'arsènic per separat. L'arsenur de cadmi no es descompon quan es vaporitza i es torna a condensar. La concentració de portadors en Cd ₃ As ₂ solen ser (1–4)×10 18 electrons/cm3. Tot i tenir concentracions elevades de portadors, les mobilitats d'electrons també són molt elevades (fins a 10.000 cm 2 /(V·s) a temperatura ambient).
El 2014 es va demostrar que Cd₃As₂ era un material semimetall anàleg al grafè que existeix en una forma 3D que hauria de ser molt més fàcil de donar forma a dispositius electrònics. Els semimetalls topològics de Dirac (TDS) tridimensionals (3D) són anàlegs massius del grafè que també presenten una topologia no trivial en la seva estructura electrònica que comparteix similituds amb els aïllants topològics. A més, un TDS es pot conduir potencialment a altres fases exòtiques (com ara semimetalls de Weyl, aïllants d'axions i superconductors topològics), l'espectroscòpia de fotoemissió resolta per angle va revelar un parell de fermions de Dirac 3D en Cd₃As₂. En comparació amb altres TDS 3D, per exemple, β-cristobalita BiO
2 i Na3Bi, Cd₃As₂ és estable i té velocitats de Fermi molt més altes. El dopatge in situ es va utilitzar per ajustar la seva energia Fermi.